# 남양 갈씨
남양 갈씨(南陽葛氏)는 경기도 화성시 남양읍을 본관으로 하는 한국의 성씨이다.

## 역사
시조는 촉나라 승상을 지낸 제갈량의 아버지 제갈규이다. 그의 20대손 제갈공순(諸葛公巡)이 신라 흥덕왕 때 신라에 귀화하여 한국 제갈씨의 시조가 되었다고 한다.
제갈규의 5대손 제갈충이 13세의 나이로 신라 미추왕 때 신라로 망명하여 지리산 아래에서 살았다는 설도 있다.
고려 고종 때에 이르러 제갈홍(諸葛泓)과 제갈형(諸葛瀅) 두 형제가 복성인 제갈씨를 한 자씩 나누어 쓰기로 하여, 형인 제갈홍은 제씨(諸氏)로, 아우 제갈형은 갈씨(葛氏)로 성이 나누어졌다.

## 인구
갈씨의 본관은 남양 이외에 대구, 청주, 성주, 충주, 개성, 경산, 단천, 무주, 임실, 양성, 영해, 청산,  함창, 화산 등이 있다.
갈씨는 2015년 대한민국 통계청에서 2,086명으로 조사되었는데, 이 중 남양 갈씨는 453명이다.

## 같이 보기
- 갈 (성씨)
- 남양 제갈씨
- 칠원 제씨

## 참고 자료
- “갈씨(葛氏) 본관(本貫) 남양(南陽)”. 《한국족보출판사》. 2022년 11월 29일에 원본 문서에서 보존된 문서.